# Amegilla anekawarna
Amegilla anekawarna är en biart som beskrevs av Engel 2007. Amegilla anekawarna ingår i släktet Amegilla och familjen långtungebin. Inga underarter finns listade i Catalogue of Life.